# 雜交金縷梅
杂交金缕梅（Hamamelis × intermedia）是金缕梅科的一種开花植物。它是日本金縷梅和金缕梅的雜交種。
它是一种落叶灌木，长到4米（13英尺），有锯齿形的茎，叶長15 cm（6英寸），而且進入秋天後會变黄。